# ماریو گالو
ماریو گالو (ایتالیایی: Mario Gallo؛ ‏ ۳۱ ژوئیهٔ ۱۸۷۸ – ۱ ژانویهٔ ۱۹۴۵) کارگردان فیلم، بازیگر، تهیه‌کننده فیلم و فیلم‌نامه‌نویس اهل ایتالیا بود.
از فیلم‌هایی که وی در آن نقش داشته‌است، می‌توان به انقلاب ماه مه اشاره کرد.